# One Albania
One Albania sh.a. è una società di telecomunicazioni fondata nel 1995 che opera in Albania, precedentemente come Albanian Mobile Communications (AMC) e come Telekom Albania.

## Storia
La società è stata fondata come società di proprietà statale nel novembre 1995 e ha iniziato le operazioni commerciali nel maggio 1996, diventando così il primo operatore di telefonia mobile in Albania. Istruito da Aleksandër Meksi, il team che ci lavorava è stato guidato dal project manager Bashkim Kasa. La società è stata privatizzata con successo nell'agosto 2000. Cosmote ha acquisito l'85% del capitale di AMC, tramite COSMO-HOLDING ALBANIA SA, controllata al 97% da COSMOTE.
La privatizzazione di AMC nel 2000 ha rappresentato un punto di svolta nella sua storia.
AMC faceva parte del gruppo COSMOTE dal 2000 e nel 2008 è entrata a far parte del gruppo Deutsche Telekom.
Il 16 gennaio 2019 OTE parte di Deutsche Telekom ha accettato di vendere Telekom Albania per € 50 milioni ad Albania Telecom Invest, una società di proprietà del proprietario bulgaro di Vivacom Spass Roussev e dell'imprenditore albanese Elvin Guri.
Nel luglio 2020, Telekom Albania ha cambiato il nome di registrazione in “One Telecommunication”, avviando il passaggio a un nuovo marchio (ONE).

## Copertura della rete
Quando COSMOTE ha acquisito AMC, la società possedeva 11 000 abbonati che effettuavano effettivamente chiamate in uscita. Nell'agosto 2000, AMC ha lanciato Albakarta e nel dicembre 2001 la base clienti AMC ha superato i 273 000 clienti e nel 2009 aveva raggiunto una base clienti di 1,9 milioni. Attualmente la rete aziendale copre il 99,6% della popolazione e il 95% dell'area geografica.
Nel 2011 AMC è entrata nel mercato della rete fissa albanese, la seconda compagnia in Albania che offre telefoni fissi in tutto il paese.
AMC è stato il secondo operatore di telefonia mobile che fornisce la tecnologia 3G in Albania. Nel settembre 2011 il governo albanese ha assegnato la seconda licenza di rete 3G per AMC per € 15,1 milioni (20,6 milioni di $). Nel gennaio 2012 AMC ha lanciato i servizi 3G in Albania, solo 3 mesi dopo l'acquisizione della licenza 3G. Nel giugno dello stesso anno l'infrastruttura 3G di AMC si è estesa a circa il 95% del paese.
Aggiornando il suo servizio con la piattaforma 3G, AMC ha raggiunto un'altra pietra miliare tecnologica nella sua storia. AMC ha soddisfatto lo standard HSPA + (Evolved High-Speed Packet Access), con l'obiettivo di fornire ai propri abbonati la stessa qualità di servizio in diverse aree del paese.
A marzo 2015, AMC ha ottenuto una licenza di servizio 4G, con operazioni commerciali a metà del 2015. È stata la seconda ad offrire servizi 4G LTE a Tirana e nel sud dell'Albania. Inoltre, la società è stata una delle prime in Europa a lanciare la tecnologia LTE-A Cat4 con velocità di download fino a 150 Mbit/s.
L'azienda è partner ufficiale delle app più utilizzate in tutto il mondo, come AirBnB, Deezer, Evernote, Magisto, ecc. Inoltre, AMC è stata premiata per la sua Business Excellence and Social Contribution (2013-5th Conference of Infokom, Tiranë): AMC faceva parte di Coalizione ICT per un Internet più sicuro per bambini e giovani (2012-2013).

## Fatturato
Nel 2005, i suoi ricavi hanno superato i 137 milioni di euro. Nel 2007 i ricavi di AMC hanno raggiunto 176,2 milioni di euro, il 16,7% in più su base annua. L'EBITDA della società è cresciuto del 20,1% nel 2007 con un margine del 62,0%, mentre l'utile netto è aumentato del 22,1% su base annua con il margine di profitto netto al 34,6% per il 2007. Durante il terzo trimestre del 2008, il margine EBITDA di AMC è stato del 67,4%. Nel 2011 i ricavi di AMC si sono attestati a 119,3 milioni di euro.